# Teucholabis (Teucholabis) sublaxa
Teucholabis (Teucholabis) sublaxa is een tweevleugelige uit de familie steltmuggen (Limoniidae). De soort komt voor in het Neotropisch gebied.